# Berlin Open 1976
Il Berlin Open 1976 è stato un torneo di tennis giocato sul cemento. È stata la 1ª edizione del Berlin Open che fa parte del Commercial Union Assurance Grand Prix 1976. Si è giocato a Berlino in Germania dal 20 al 26 giugno 1976.

## Campioni

### Singolare
Víctor Pecci ha battuto in finale  Hans-Jürgen Pohmann con il punteggio di 6–1 6–2 5–7 6–3

### Doppio
Patricio Cornejo /  Julien Munoz hanno battuto in finale  Jürgen Fassbender /  Hans-Jürgen Pohmann con il punteggio di 7–5, 6–1